# Il mito delle Sirene - Immagini e racconti dalla Grecia a oggi
Il mito delle Sirene - Immagini e racconti dalla Grecia a oggi è un libro di Luigi Spina e di Maurizio Bettini pubblicato nel 2007 dalla casa editrice Einaudi. Esso fa parte della serie "Mythologica", curata dallo stesso Bettini. Il saggio è stato tradotto in francese da Jean Bouffartigue ("Le Mythe des sirènes", Éditions Belin: Paris, 2010).